# أكون الذي أكون

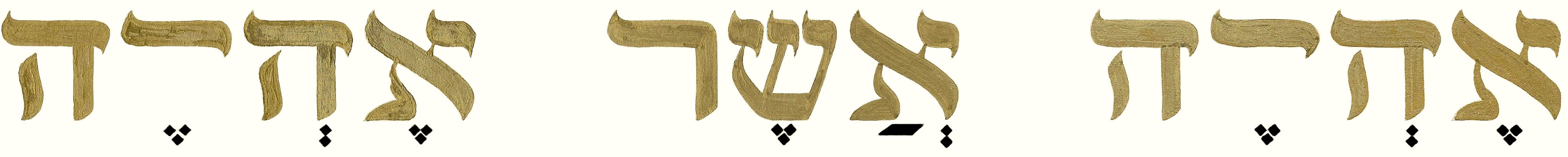
أَهْيَهِ الَّذِي أَهْيَهْ بالنص العبري

أكون الذي أكون أو أكون ايما اكون (نقل-حرفي أَهْيَهِ أشير أَهْيَهْ) ترجمة عربية شائعة للعبارة العبرية אֶהְיֶה אֲשֶׁר אֶהְיֶה، وتقرا بالعبرية أَهيَة أَشير أَهيَة - وتعني أيضًا «أنا الذي هو أنا» أو «أنا ما كنت أنا» أو «سأكون ما سأكون». الترجمة العربية داخل اليهودية تحبذ «أكون ما أكون» لأنه لا يوجد مضارع للفعل «اكون» في اللغة العبرية. لذلك على سبيل المثال، يقال «أنا اكون رجل» باللغة العبرية، سيكون المعني المقصود حرفيًا باللغة العربية هو «أنا رجل».

## السياق والتفسير
سياقها هو لقاء بين موسي والله حيث كلم الله موسي النبي من خلال العليقة المشتعلة وذكر هذا الحديث في سفر الخروج الإصحاح 3 حيث سأل موسى عما يقوله للإسرائيليين عندما يسألون من الذي أرسله الله لهم، وأجاب الرب، "أَهْيَهِ الَّذِي أَهْيَهْ "، مضيفًا، "قل هذا لشعب إسرائيل،" لقد أرسلني إليكم. '  "أَهْيَهِ هو أول شخص من أشكال فعل الكون"، وبسبب خصوصيات قواعد اللغة العبرية تعني" أنا اكون "، "انا كنتُ "، و"انا سأكون ".  تتم مناقشة معنى العبارة الأطول "اهية اسير اهية، وقد يُنظر إليها على أنها وعد من الله بمعني (" سأكون معك ") أو كدليل على عدم التوافق (" أنا غير مساوي "). 
يثير المقطع عددًا من القضايا تتجاوز معناه اللغوي واللاهوتي. من الملحوظ، على سبيل المثال، أنه على الرغم من هذا التبادل، لم يطلب بني أسرائيل من موسى اسم الله أبدًا لان اسم الله اعظم من ان يدركه انسان.يرى فيلون اليهودي الإسكندري أن هذا الاسم «أهيه» يكشف عن جانبين في الله: أولًا أنه هو الكائن وحده الذي بجواره يكون الكل كأنه غير موجود. ثانيًا أنه ليس اسم يقدر أن يعبَّر عنه. في هذا يقول: أخبرهم أولًا إني أنا هو الكائن حتى يعرفوا الفارق بين من هو كائن وما هو ليس بموجود. كما قدم لهم الدرس الآخر أنه لا يمكن لاسم ما أن يُستخدم ليليق بي أنا الذي إليه وحده ينسب الوجود.
ويرى القديس أغسطينوس أن هذه العبارة تعني أنه إذا قورنت كل الأمور الزمنية بالله تصير «باطلًا» أو «لا شيء»، وأنها تعلن عن الله بكونه الوجود الأول والسامي غير المتغير.
هذه العبارة تُظهر الله أنه حاضر على الدوام، ليس فيه ماضٍ انتهى ولا مستقبل منتظر، لكنه فوق الزمن «حاضر دائم»... في هذا الحاضر الدائم، أو الأبدية الحاضرة «نجد لنا ملجأ، فنهرب إليه من كل تغيرات الزمن ونبقى فيه إلى الأبد».
إن كان الله هو الوجود الدائم، إذن من يأخذ الاتجاه المضاد لله إنما يسير نحو العدم.
في حديث الأب ميثوديوس عن البتولية وعظمة البر المسيحي يقول: لا يقدر أحد أن يرى بعينيه عظمة أو شكل أو جمال البرّ ذاته أو الفهم أو السلام، إنما تظهر هذه جميعها كاملة وواضحة في ذاك الذي قال أن اسمه «أنا هو»
ثم هناك عدد من الأسئلة التي ربما لا يمكن الإجابة عليها، بما في ذلك من هو الذي لا يعرف اسم الله أو موسى أو اله بني إسرائيل (معظم المعلقين يعتبرون أن موسى هو الذي لا يعرف، وهذا يعني أن بني إسرائيل سوف يسأله اسم من أجل إثبات ادعائه بأن الله أرسله)
طبيعة موسى الضعيفة المتأثرة بالفشل السابق حين خرج متكلًا على ذراعه البشري جعلته يتردد في قبول الدعوة. وكان لا يجب أن يعتذر موسى بعد أن سمع الله يقول له «أني أكون معك» وكان أول سؤال لموسى عن اسم الله. والله في محبته أجاب موسى عن سؤاله. أهية ويهوه الاسمان بمعنى واحد في صيغتين مختلفتين من فعل الكينونة في العبرية هو أو هيا = يكون. فأهية هو صيغة المضارع للمتكلم المفرد أكون أو أنا هو وبذلك يكون معنى أهية الذي أهية في العربية أكون الذي أكون. كما أن يهوه هي صيغة المضارع للغائب هو يكون.
إذًا المعنى أن الله وحده هو الإله الكائن وكل الآلهة غيره آلهة كاذبة، وأنه وحده هو الكائن الواجب الوجود أي الذي لا بُد أن يكون وهو كائن بذاته ولم يوجده أحد ولا يعتمد في وجوده على أحد فهو ليس مخلوقًا، وهو الكائن بذاته ولم يوجده أحد ولا يعتمد في وجوده على أحد، فهو ليس مخلوقًا وهو الكائن دائمًا الأزلي الأبدي وفيه كل الكفاية. وهو الكائن وحده الذي بجواره يكون الكل كأنه غير موجود. وكأن الله أراد أن موسى يخبرهم بهذا الاسم ليدركوا الفرق بين من هو كائن وما هو ليس بموجود. (انظر المزيد عن هذا الموضوع هنا في موقع الأنبا تكلا في أقسام المقالات والتفاسير الأخرى). والاسم يعني أنه إذا قورنت كل الأمور الزمنية بالله تصير باطلًا أو لا شيء. والعبارة تعلن عن الله بكونه الوجود الأول والسامي غير المتغير، وهو حاضر على الدوام، ليس فيه ماضٍ انتهى ولا مستقبل منتظر، لكنه فوق الزمن (حاضر دائم) وفيه نجد لنا ملجأ من كل تغيرات الزمن. وإن كان الله هو الوجود الدائم فمن يأخذ الاتجاه المضاد لله إنما يسير نحو العدم.
واليهود خافوا من نطق اسم يهوه فسموه الرب وباليونانية كيريوس κύριος. أو ادوناي الذي يعني نفس المعني وهناك فرق بين الاسمين الله والرب. فالله يفهم منها أنه هو رب الخليقة كلها، فهو كلي القدرة والألوهية، الخالق والمسيطر على كل الخليقة وحده. وأما اسم الرب أو يهوه، فبهذا الاسم يخاطب شعبه وخاصته كمهتم بهم، كإله محب مشبع لاحتياجاتهم وكما
وأسماء يهوه التي أتت في الكتاب المقدس هي:
يهوه يرأه= الرب يُرى ويرتب.
يهوه نسى= الرب رايتي
يهوه شالوم= الرب يرسل سلامًا.
يهوه صدقينو= الرب برنا.
ولكن أهيه تشمل كل هذا، فهو كل شيء لنا، أي كل ما نحتاجه نجده فيه، (هو لنا شيك على بياض) وهذا ما قاله المسيح أنا هو نور العالم، أنا هو الراعي.... من قبل إبراهيم أنا كائن وباختصار أنا هو الألف والياء أي أنا كل شيء. ويسوع المسيح هو هو أمس واليوم وإلى الأبد فهو كائن دائمًا. ويهوه ترجمت باليونانية أنا هو ἐγώ εἰμί. لذلك قال المسيح حين ترفعون ابن الإنسان ستعرفون أني أنا هو (ἐγώ εἰμί) (يو28:8) أي ستعرفون أني أنا يهوه. ولذلك حين جاء يهوذا ليسلمه مع العساكر سألهم يسوع من تطلبون قالوا يسوع.. قال أنا هو فسقطوا على وجوههم فكان المسيح بقوله هذا يعلن لاهوته وأنه هو يهوه. ولكن إذا حاولنا أن نعرف أكثر من ذلك لن نستطيع وسنسمع «لماذا تسأل عن اسمي وهو عجيب».

## شرح علمي
في احدي كورسات جامعة ييل المفتوحة، المحاضرة 7، الفصل 5 ("أوصاف الله في الكتاب المقدس")، البروفيسورة كريستين هايز تعتبر ان الاحتمالات بأنه " أَهيَة أَسير أَهيَة
```
" موسي اراد من الله بان يخبره باسمه: فقال موسى: 
ها أنا آتي إلى بني إسرائيل وأقول لهم: إله آبائكم أرسلني إليكم. فإذا قالوا لي: ما اسمه؟ فماذا أقول لهم
 بمعني اخر لو اراد بني إسرائيل أن يعرفوا من الذي أرسلني فبماذا اجيب، والله يرد عليه بجملة " 
أهيه الذي أهيه.
". فاعل هذه الجملة هو المتكلم التي يمكن ترجمتها بالعربية، "أنا الكائن"، أو "انا سأكون"، أو "أنا من كان". نحن لا نعلم هل هذه الترجمات لها علاقة بوجود الله لكن تعني عقيدة هامة وهي ازلية الله أي ان الله موجود قبل الدهور وحتي آبد الآبدين أو بمعني اخر ليس له بداية ولانهاية. لذا يحول موسى، بحكمة كافية، ذلك إلى صيغة الغائب: حسناً ستصبح الترجمة إلى "هو الكائن" أو " هو الذي يكون " أو "هو الذي كان " للجملة العبرية "يَهُوهِ أشير يَهُوهِ". إجابة الله على سؤال اسمه هي هذه الجملة، وقام موسى بتحويل فاعل الجملة من المتكلم المفرد إلى الغائب المفرد: فتحول 
أهيه الذي أهيه.
 إلى 
يهوه
 الذي تفسره هو الذي سيكون؛ وهو الذي كان؛ وهو الذي سيكون، أعتقد أن معظم الناس يفكرون الآن حيث تم تأويل هذه الجملة إلى "الله الكائن". هذا هو تفسير الكتاب المقدس لأسم الرب، واعتبر اسم يهوه كأسم شخصي لله، جادل البعض بأن اسم الرب يعبر عن الوجود، كائن نشط وديناميكي. هذا الله هو الذي ينقل الأشياء إلى حيز الوجود، سواء أكان عالمًا من الفوضى أو الآن أمة جديدة من مجموعة من العبيد الهاربين. ولكن يمكن أن يكون هذا ببساطة طريقة الله لعدم الإجابة على سؤال موسى. لقد رأينا كيف يشعر الكتاب المقدس تجاه الكشف عن الأسماء، حيث ان الكائن الإلهي الذي كافح وصارع مع يعقوب حتي الصباح بالتأكيد انه لم يريد أن يخبره عن اسمه وقائلا لا أحد يري يهوه ويعيش. لذلك كثيرا ما أتساءل عما إذا كنا سنقرأ هذا بطريقة مختلفة: من هو الله ولماذا لم يخبرنا بأسمه مباشرتاً بدل من استخدام كلمة يهوه؟
```